# Kara Kohler
Kara Michelle Kohler (Clayton, 20 de enero de 1991) es una deportista estadounidense que compite en remo.
Participó en dos Juegos Olímpicos de Verano, obteniendo una medalla de bronce en Londres 2012, en la prueba de cuatro scull, y el noveno en Tokio 2020 (scull individual).
Ganó dos medallas en el Campeonato Mundial de Remo, en los años 2011 y 2019.

## Palmarés internacional
| Juegos Olímpicos   | Juegos Olímpicos      | Juegos Olímpicos  | Juegos Olímpicos   |
| Año                | Lugar                 | Medalla           | Prueba             |
| ------------------ | --------------------- | ----------------- | ------------------ |
| 2012               | Londres (Reino Unido) | Medalla de bronce | Cuatro scull       |
| Campeonato Mundial |                       |                   |                    |
| Año                | Lugar                 | Medalla           | Prueba             |
| 2011               | Bled (Eslovenia)      | Medalla de oro    | Cuatro sin timonel |
| 2019               | Ottensheim (Austria)  | Medalla de bronce | Scull individual   |